# Stockhamns harun
Stockhamns harun är en ö i Finland. Den ligger i Skärgårdshavet och i kommunen Kimitoön i den ekonomiska regionen  Åboland i landskapet Egentliga Finland, i den sydvästra delen av landet. Ön ligger omkring 69 kilometer söder om Åbo och omkring 170 kilometer väster om Helsingfors.
Öns area är 8 hektar och dess största längd är 0,5 kilometer i öst-västlig riktning.